# Oedothorax malearmatus
Oedothorax malearmatus là một loài nhện trong họ Linyphiidae.
Loài này thuộc chi Oedothorax. Oedothorax malearmatus được Andrei V. Tanasevitch miêu tả năm 1998.